# Hermann Amandus Schwarz
Karl Hermann Amandus Schwarz (født 25. januar 1843, død 30. november 1921) var en tysk matematiker, der var kendt for sit arbejde på kompleks analyse. Han blev født i Hermsdorf, Schlesien (nu Heřmanice, Polen).
Schwarz arbejdede i Halle, Göttingen, og til sidst i Berlin, på emner som funktionsteori, differentialgeometri og variationsregning.
Han var en af Karl Weierstrass' elever. Han blev professor på Humboldt-Universität zu Berlin i 1892, hvor han havde underviste bl.a. Lipot Fejer, Paul Koebe og Ernst Zermelo. Han døde i Berlin.
1. ↑  Navnet er anført på bokmål og stammer fra Wikidata hvor navnet endnu ikke findes på dansk.